# Portes de ville de Flavigny-sur-Ozerain
Les portes de ville de Flavigny-sur-Ozerain sont des portes fortifiées des remparts historiques de la commune de Flavigny-sur-Ozerain, dans le département de la Côte-d'Or, en France. Par extension, le terme remparts de Flavigny-sur-Ozerain est aussi utilisé.

## Histoire
Les portes sont classées  au titre des monuments historiques sur la liste de 1846. Toutes sont nommées : porte du Bourg, porte du Val

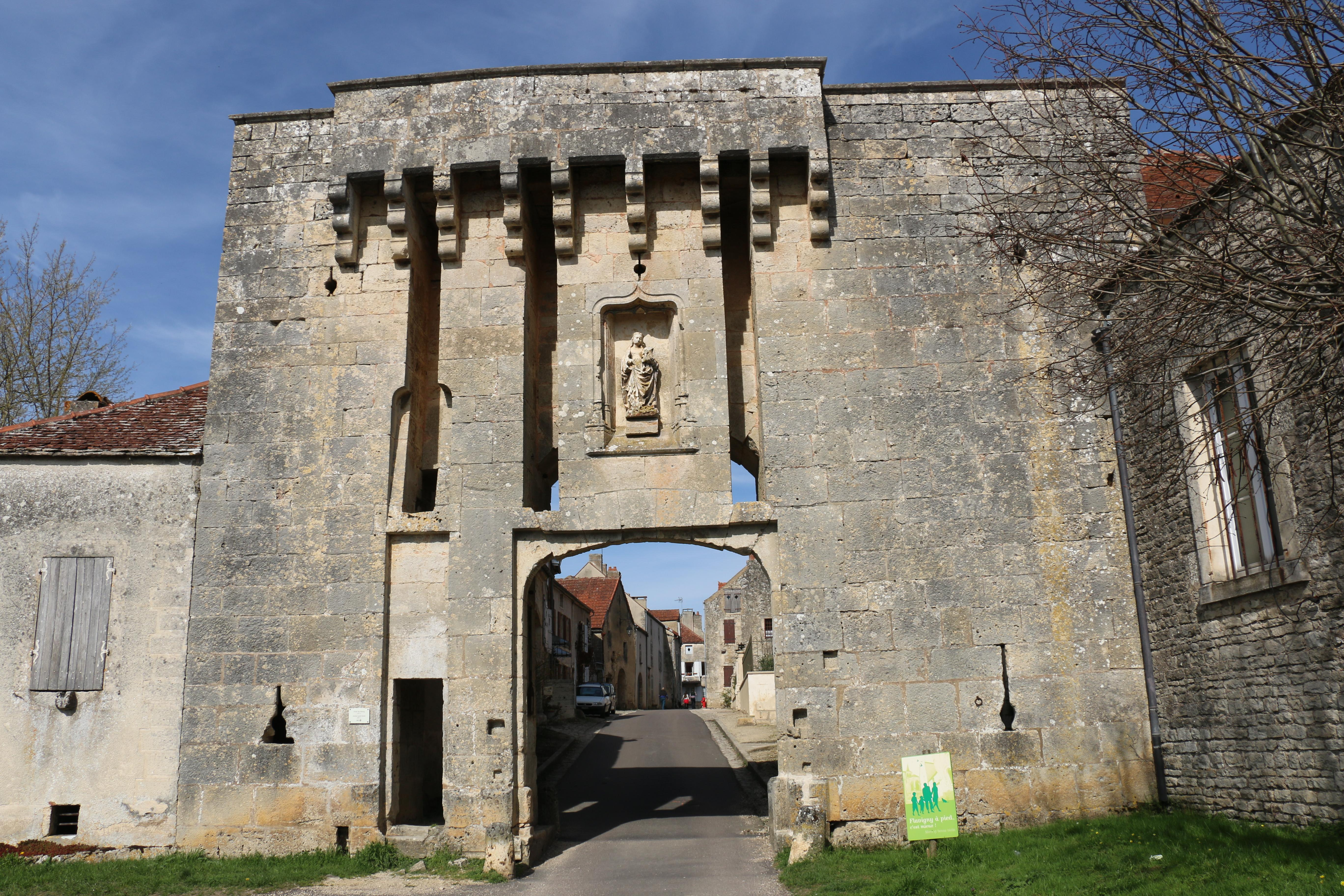
Porte du Bourg.
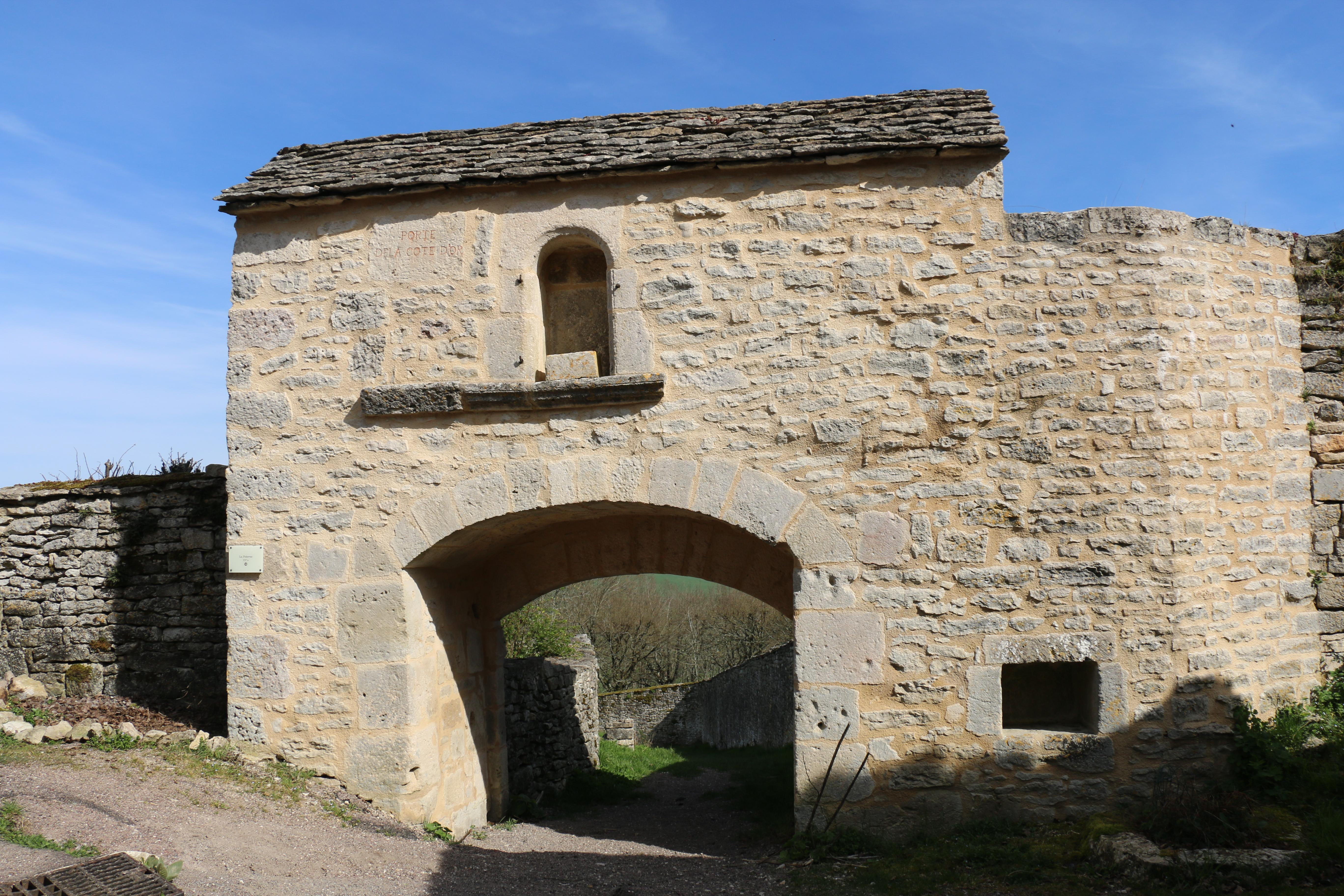
Porterne.
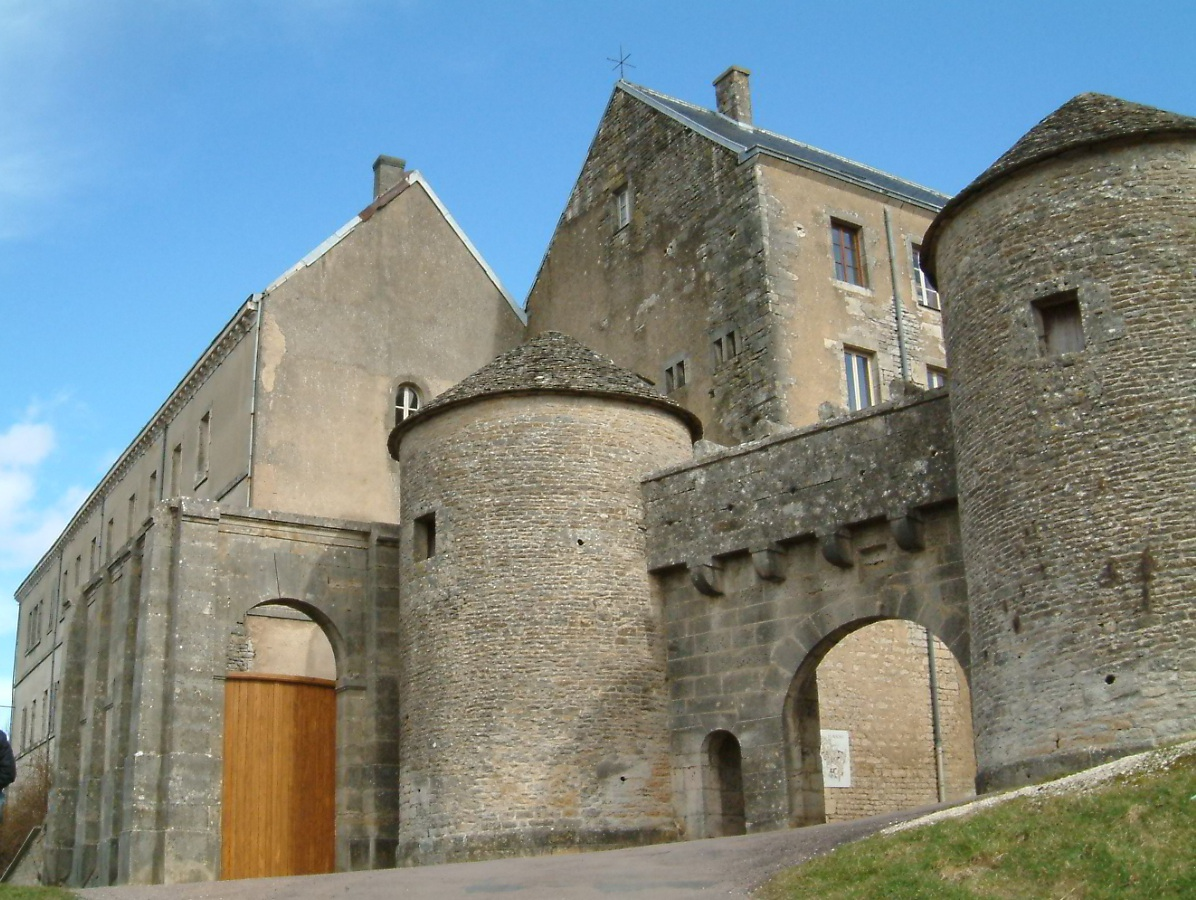
Porte du Val.